# Justin Schütz
Justin Schütz (* 24. Juni 2000 in Kassel) ist ein deutscher Eishockeyspieler, der seit Juli 2025 bei den Adler Mannheim aus der Deutschen Eishockey Liga (DEL) unter Vertrag steht und dort auf der Position des linken Flügelstürmers spielt. Zuvor war Schütz bereits beim EHC Red Bull München, mit dem er im Jahr 2023 die Deutsche Meisterschaft gewann, und den Kölner Haien in der DEL aktiv.

## Karriere

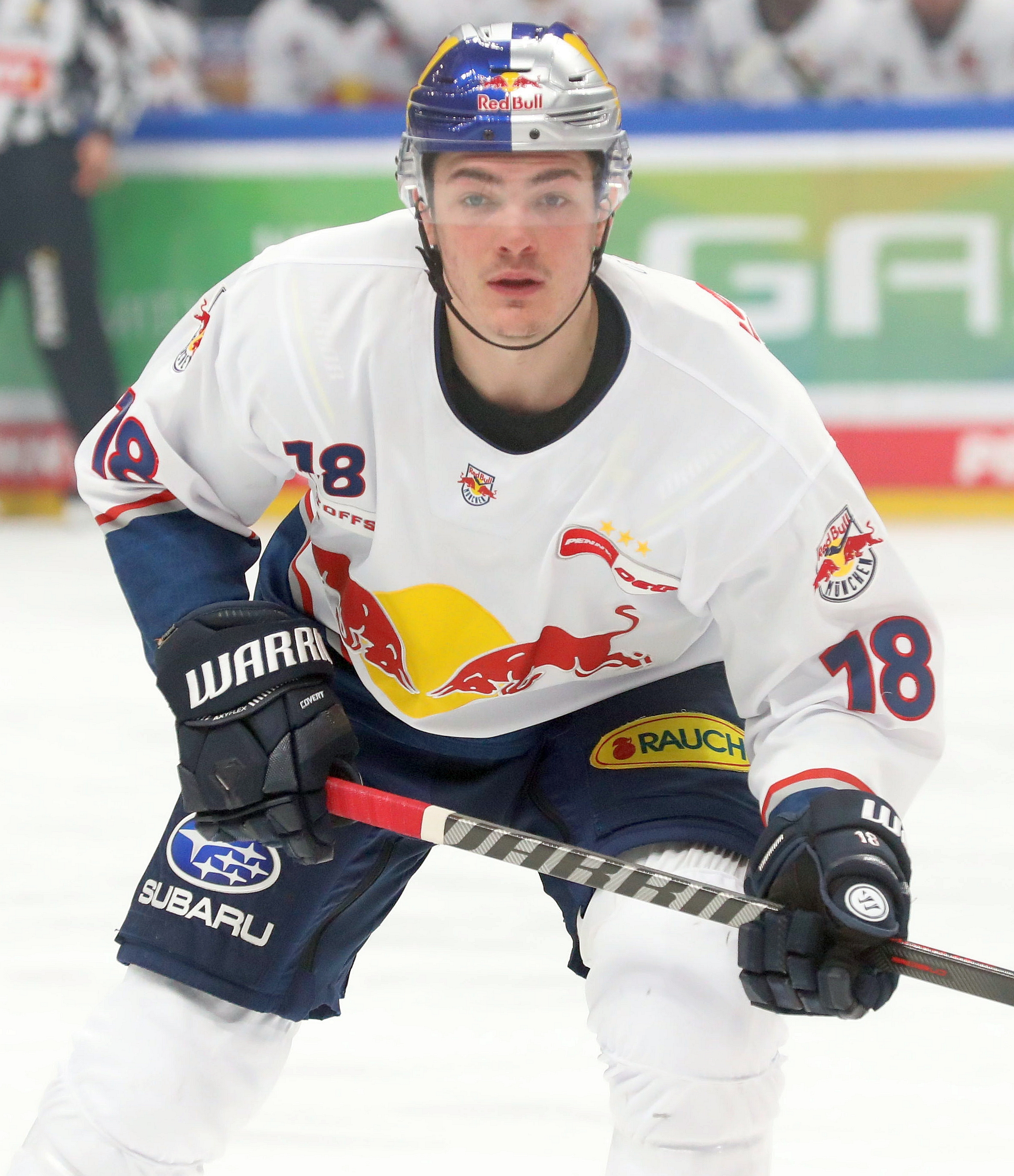
Schütz im Trikot des EHC Red Bull München (2022)

Schütz entstammt dem Nachwuchs der Eishockey Jugend Kassel. Dort spielte der Stürmer bis zu den U14-Junioren, ehe er im Sommer 2014 zunächst für zwei Jahre in die Jugendabteilung des Iserlohner EC und anschließend an die RB Hockey Akademie des österreichischen Vereins EC Red Bull Salzburg wechselte. In der von der Red Bull GmbH unterstützten Akademie verbrachte Schütz insgesamt fünf Jahre und gewann während dieser Zeit mit dem Team im Jahr 2015 die Meisterschaft der Erste Bank Juniors League (EBJL). Parallel zum Spielbetrieb in der EBJL und Erste Bank Young Stars League (EBYSL) waren die Mannschaften der Akademie auch in den Nachwuchsligen des Nachbarlandes Tschechien aktiv. Im NHL Entry Draft 2018 wurde er in der sechsten Runde an 170. Stelle von den Florida Panthers aus der National Hockey League (NHL) ausgewählt. Die Saison 2018/19 bestritt der Angreifer mit der zweiten Mannschaft des EC Red Bull Salzburg, den RB Hockey Juniors, in der Alps Hockey League. Zudem sicherte er sich mit dem Team die innerhalb der Alps Hockey League ausgetragene österreichische Zweitliga-Meisterschaft und stand auf Leihbasis in drei Partien für den Kooperationspartner EHC Red Bull München in der Deutschen Eishockey Liga (DEL) auf dem Eis.
Die Münchener sicherten sich schließlich zur Saison 2019/20 die Dienste des linken Flügelstürmers, der auf Anhieb zum Stammspieler avancierte. Mit einer Förderlizenz ausgestattet kam er zudem zu einem Einsatz für den SC Riessersee in der drittklassigen Oberliga. Da sich der Beginn des Spieljahres 2020/21 aufgrund der COVID-19-Pandemie in Deutschland verzögerte, liehen die Münchener das Talent im September 2020 wieder nach Salzburg aus. Dort begann Schütz die Saison in der ICE Hockey League, bevor er im Dezember desselben Jahres zum EHC zurückkehrte und die Spielzeit beim DEL-Klub beendete. Mit dem EHC Red Bull München wurde der Stürmer in der folgenden Saison Vizemeister, ehe im Frühjahr 2023 der erstmalige Gewinn der Deutschen Meisterschaft folgte. Trotz des Erfolgs verließ Schütz nach der Saison 2022/23 das Team aus der bayrischen Landeshauptstadt und wechselte im Mai 2023 zum Ligakonkurrenten Kölner Haie. Bei den Haien schloss er in seinem ersten Jahr die Hauptrunde mit 27 Treffern – und damit 16 mehr als in der Vorsaison – als bester Torschütze der Liga ab und erhielt daraufhin die Auszeichnung zum DEL-Stürmer des Jahres. Im November 2024 wurde Schütz’ Wechsel zu den Adler Mannheim zur Saison 2025/26 bekannt. Nachdem er im Frühjahr 2025 mit den Haien Vizemeister geworden war, wurde der Wechsel nach Mannheim auch offiziell bekannt gegeben.

### International

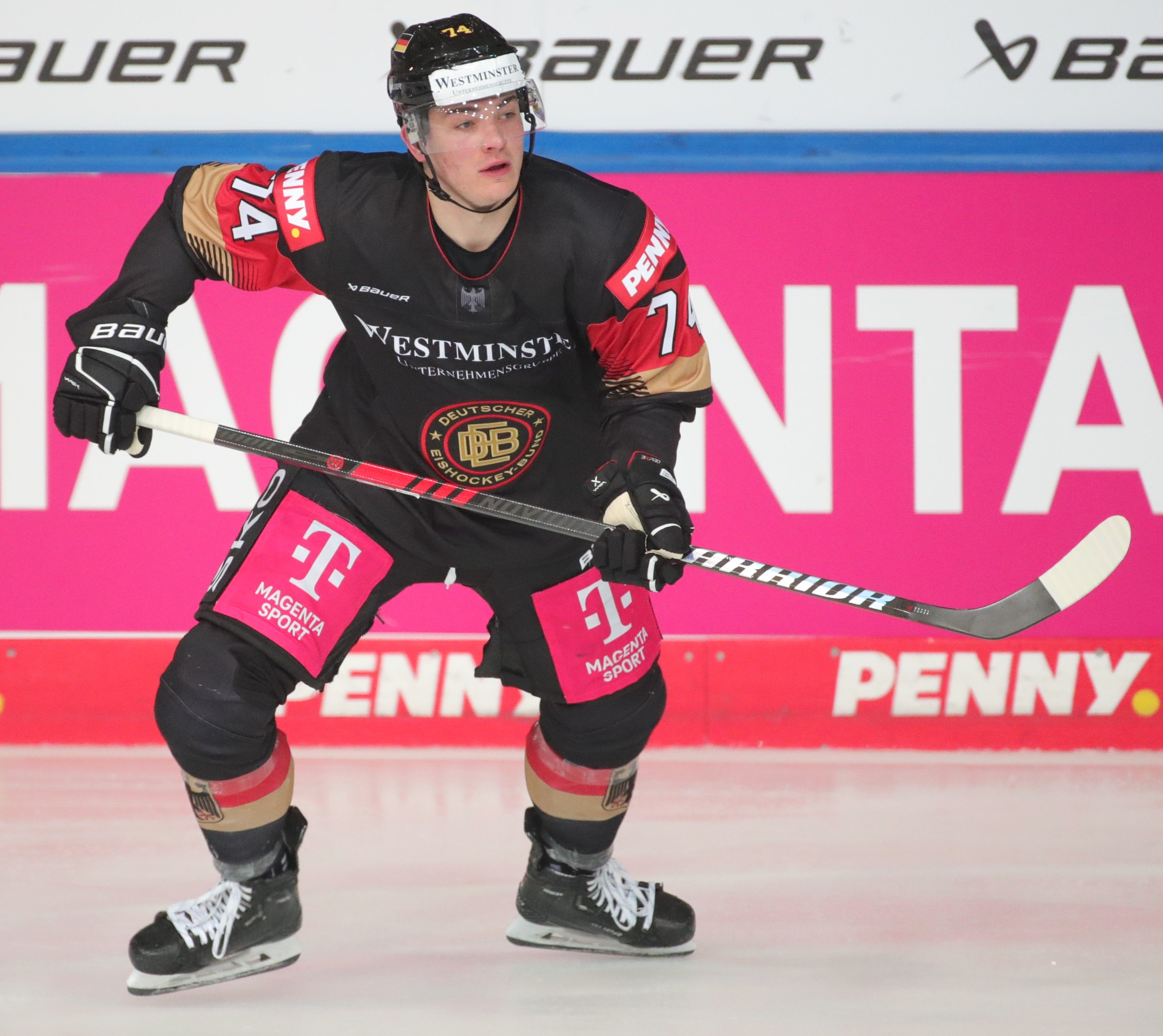
Schütz als Spieler der deutschen Nationalmannschaft (2023)

Auf internationaler Ebene kam Schütz bereits ab der Spielzeit 2016/17 für die Juniorennationalmannschaften des Deutschen Eishockey-Bundes zu Einsätzen. So bestritt er zunächst die U18-Junioren-Weltmeisterschaft der Division IA 2018, bei der die deutsche U18-Nationalmannschaft den zweiten Platz belegte und den Wiederaufstieg verpasste. Er selbst wurde zum besten deutschen Spieler des Turniers ernannt. In der Folge absolvierte der Stürmer die U20-Junioren-Weltmeisterschaft der Division IA 2019, die die deutsche U20-Auswahl als Sieger abschloss und damit die Rückkehr in die Top-Division schaffte. Schütz steuerte dazu sieben Scorerpunkte bei. Ebenso nahm er ein Jahr später an der U20-Junioren-Weltmeisterschaft 2020 teil, die die Deutschen als Neunter beendeten und damit in der Elitegruppe verblieben.
Sein Debüt in der A-Nationalmannschaft gab Schütz in der Saison 2018/19. Es dauerte allerdings bis zum Deutschland Cup 2022, ehe er für einen Turnierkader nominiert wurde. In der Folge bestritt der Angreifer die Vorbereitung auf die Weltmeisterschaft 2023, an der er ebenfalls teilnahm. Im Rahmen der Welttitelkämpfe errangen die Deutschen die Silbermedaille. In zehn Turnierspielen sammelte er drei Scorerpunkte. Eine weitere Teilnahme erfolgte im Jahr 2025.

## Erfolge und Auszeichnungen
| - 2015 EBJL-Meister mit der RB Hockey Akademie - 2019 Österreichischer Zweitliga-Meister mit den RB Hockey Juniors - 2022 Deutscher Vizemeister mit dem EHC Red Bull München - 2023 Deutscher Meister mit dem EHC Red Bull München | - 2024 Bester Torschütze der DEL-Hauptrunde - 2024 DEL-Stürmer des Jahres - 2025 Deutscher Vizemeister mit den Kölner Haien |

### International
- 2019 Aufstieg in die Top-Division bei der U20-Junioren-Weltmeisterschaft der Division IA
- 2023 Silbermedaille bei der Weltmeisterschaft

## Karrierestatistik
Stand: Ende der Saison 2024/25

### International
Vertrat Deutschland bei:
| - U18-Junioren-Weltmeisterschaft der Division IA 2018 - U20-Junioren-Weltmeisterschaft der Division IA 2019 - U20-Junioren-Weltmeisterschaft 2020 | - Weltmeisterschaft 2023 - Weltmeisterschaft 2025 |

(Legende zur Spielerstatistik: Sp oder GP = absolvierte Spiele; T oder G = erzielte Tore; V oder A = erzielte Assists; Pkt oder Pts = erzielte Scorerpunkte; SM oder PIM = erhaltene Strafminuten; +/− = Plus/Minus-Bilanz; PP = erzielte Überzahltore; SH = erzielte Unterzahltore; GW = erzielte Siegtore; 1 Play-downs/Relegation; Kursiv: Statistik nicht vollständig)

## Sonstiges
Seit Mai 2025 engagiert sich Schütz als Botschafter für Special Olympics Deutschland.